# ۱۶ سیاه‌گوش
۱۶ سیاه‌گوش یک ستاره است که در صورت فلکی سیاه‌گوش قرار دارد.